# Hexatoma (Hexatoma) obscura
Hexatoma (Hexatoma) obscura is een tweevleugelige uit de familie steltmuggen (Limoniidae). De soort komt voor in het Palearctisch gebied.